# リョービMHIグラフィックテクノロジー
リョービMHIグラフィックテクノロジー株式会社（リョービエムエイチアイグラフィックテクノロジー）は機械メーカー。
広島県府中市に本社を置いている。

## 概要
2014年1月、リョービと三菱重工印刷紙工機械（現・三菱重工機械システム）のオフセット枚葉印刷機分野の事業を統合した合弁会社として設立。

## 沿革
- 2014年1月1日 - 設立[2]。

## 事業内容
- 印刷機械
  - RMGTシリーズ、枚葉機各種
  - 三菱重工機械システム製造の商業用オフセット輪転機「LITHOPIA MAX＋」シリーズの国内代理店

## 事業所
- 本社・本社工場 - 〒726-0002　広島県府中市鵜飼町800-2[3]
- 栗柄工場 - 〒726-0023 広島県府中市栗柄町444-1[3]
- 東日本支社（営業本部）- 〒114-0003 東京都北区豊島5-2-8[3]
- 札幌支店 - 〒062-0937 北海道札幌市豊平区平岸七条14-3-48[3]
- 仙台支店 - 〒983-0034 宮城県仙台市宮城野区扇町4-2-38[3]
- 新潟営業所 - 〒950-0993 新潟県新潟市中央区上所中1-2-12[3]
- 中日本支社 - 〒468-0034 愛知県名古屋市天白区久方1-145-1[3]
- 西日本支社 - 〒569-1135 大阪府高槻市今城町24-12[3]
- 高松営業所 - 〒761-8057 香川県高松市田村町1095-1[3]
- 広島営業所 - 〒736-0082 広島県広島市安芸区船越南3-7-29[3]
- 福岡支店 - 〒811-2305 福岡県糟屋郡粕屋町柚須107-1[3]